# Губернаторы провинции Пампанга (Филиппины)
Губернаторы провинции Пампанга(Филиппины)

## Старшие алькальды, с 1812 до 1886
- 1812—1820 Хосе Авилес
- 1821—1824 Франсиско Пауладе лос Сантос и Фульхенсио Нуньес
- 1824—1827 Мануэль де Олеа
- 1827—1831 Антонио Чакон и Конде
- 1831—1836 Хуан Гарридо
- 1836—1839 Мариано Валеро и Сото
- 1839—1840 Анхель Виньегра
- 1841—1846 Хосе Урбина и Даоис
- 1846—1847 Мариано Валеро и Сото
- 1848—1849 Хуан Лопес Кордон
- 1849—1850 Мануэль Гастеро Серрано
- 1850—1852 Фернандо Кахигас
- 1852—1854 Хосе Паес и Лопес
- 1854—1855 Хосе Санчес Герреро
- 1855—1856 Франсиско де Паула Родригес
- 1856—1860 Франсиско Идальго и Кабальеро
- 1860—1862 Хосе Мария Барраса
- 1862—1864 Рамон Барруэта
- 1864 Мариано де ла Кортина и Онате
- 1864—1865 Вега
- 1865—1866 Хуан Мунос и Альварес
- 1867 Хосе Боланос
- 1867—1869 Мариано де ла Кортина и Онате
- 1869—1870 Франсиско Годинес и Эстебан
- 1870—1871 Ромеро
- 1871—1872 Ромай
- 1873 Хосе Диас и Оливер
- 1873—1874 Хосе Фесед и Темпрадо
- 1875 Эмилио Мартин Боланес
- 1875—1877 Мигель Санс и Уртасун
- 1877—1879 Хосе Фесед и Темпрано
- 1879 Антонио Грасиано де Оро
- 1880 Кармона
- 1880—1881 Рафаэль Мансанарес
- 1881—1883 Антонио Грасиано де Оро
- 1883—1884 Пампильон
- 1884 Гаспар Кастано
- 1885—1886 Эмилио Мартин Боланос

## Гражданские губернаторы с 1886 до 1898
- 1886 Гаранто
- 1886—1887 Рекиферос
- 1887 Луис Госа
- 1887—1888 А. де Акила
- 1888—1891 Луис де ла Торре Вильянуэва
- 1891—1892 Хосе Игнасио Чакон
- 1892—1893 Хоакин Оливер
- 1893 Баскаран
- 1893—1895 Томас Перес дель Пульгар и О’Лаулор
- 1895—1898 Хосе Кановас и Вальехо
- 1898 Мота

## Республика с 1898 до 1901
- 1898 Мариано Алимурунг
- 1898 Тибурсио Т. Иларио
- 1899 Томас Маскардо
- 1900 Франсиско Дисон
- 1900—1901 Хосе М. Алехандрино

## Военное правительство США с 1899 до 1901
- 1899—1900 Фредерик Дент Грант
- 1900—1901 Arthur MacArthur Артур Мак-Артур

## Гражданское правительство с 1901 до 1937
- 1901—1903 Сеферино Ховен
- 1904—1911 Макарио Арнедо
- 1911 Мариано Лим
- 1912—1916 Франсиско Лионгсон
- 1916—1922 Онорио Вентура
- 1922—1925 Олимпио Гуансон
- 1925—1931 Сотеро Балуйют
- 1931 Элихио Г. Лагман
- 1931—1937 Пабло Анхелес Давид

## Японская оккупация с 1942 до 1944
- 1942 Ласаро Ямбао
- 1942—1944 Эхилио Г. Лагман
- 1944 Урбано Д. Дисон
- 1944 Хосе Й. Давид

## Гражданске правительство в 1945
- 1945 Херардо Лимлинган
- 1945 Пабло Анхелес Давид

## Провинциальное правительство с 1946 до настоящего времени
- 1946—1947 Пабло Анхелес Давид
- 1948—1951 Хосе Б. Лингад
- 1952—1959 Рафаэль Лазатин
- 1960—1971 Франсиско Г. Непомукено
- 1972—1976 Брихидо Валенсия
- 1976—1980 Хуанита Л. Непомукено
- 1980—1986 Эстелито П. Мендоса
- 1986—1995 Брен С. Гиао
- 1995—2004 Мануэль М. Лапид
- 2004—2007 Марк Т. Лапид
- 2007—2010 Рев. Фр. Эдуардо Панлилио